# تد نیوجنت
تئودور آنتونی نیوجنت (به انگلیسی: Theodore Anthony Nugent) (زادهٔ ۱۳ دسامبر ۱۹۴۸) نوازندهٔ چیره‌دست گیتار الکتریک و خوانندهٔ هارد راک است.
او در اصل شهرت‌اش را به‌عنوان گیتاریست گروه راک د امبوی داکس بدست آورده‌است. او هم‌چنین به خاطر دیدگاه‌های سنتی و محافظه‌کارانهٔ سیاسی‌اش، دفاع سرسختانه‌اش از شکار حیوانات، طرفداری‌اش از قانون مالکیت بدون محدودیت اسلحه و مخالفت با مصرف الکل و مخدر شناخته شده‌است.

## درباره
نیوجنت از سنین پایین به راک اند رول علاقه‌مند شد و در دوران نوجوانی نواختن گیتار را آغاز کرد. در سال‌های پایانی دههٔ ۶۰ میلادی دو گروه آماتور به نام‌های «رویال‌های بویز» و «لوردز» را با تأثیر از موسیقی گروه‌های بریتانیایی مانند د یارد بردز و رولینگ استونز تأسیس کرد. این‌ها پیش‌درآمد حضور او در گروه اَمبوی داکس بود. جایی که او برای اولین بار لذت «ستاره شدن» را تجربه کرد.
نیوجنت اَمبوی داکس را در سال ۱۹۶۴ تأسیس کرد. گروه طی دوران فعالیت‌اش بارها تغییر در ترکیب اعضا را تجربه کرد. آن‌ها طی فعالیت ۱۰ ساله‌شان ۶ آلبوم استودیویی و یک آلبوم لایو منتشر کردند و در سال ۱۹۷۵ با تصمیم نیوجنت مبنی برپرداختن به پروژه‌های تکی‌اش اَمبوی داکس منحل شد. او تا به‌حال بیش از ۳۰ آلبوم شخصی(استودیویی، لایو و برگزیده آثار) منتشر کرده‌است و آلبوم‌های‌اش بارها از لحاظ میزان فروش گواهی‌نامهٔ طلا، پلاتینیوم و مولتی پلاتینیوم دریافت کرده‌اند.
نیوجنت در کنار فعالیت موسیقی‌اش در زمینهٔ سیاست، فعالیت‌های اجتماعی، شکار و اجرای برنامهٔ صبح‌گاهی پرطرفدار رادیویی در دیترویت هم فعال است. در کنار مجموعه‌های آموزشی موسیقی، از او کتاب و فیلم‌های آموزشی در رابطه با شکار هم منتشر شده‌است. او در سال ۲۰۰۱ کتاب بیوگرافی‌اش را با نام «خدا، تفنگ‌ها و راک اند رول» منتشر کرد.
او در سال ۲۰۰۷ روی سن محل اجرای کنسرت‌اش باراک اوباما و هیلاری کلینتون(نامزدهای حزب دموکرات در انتخابات ریاست جمهوری آمریکا) را با الفاظ تحقیرآمیز و تهدیدآمیز مورد خطاب قرار داد.